# Microgramma piloselloides
Microgramma piloselloides är en stensöteväxtart som först beskrevs av Carolus Linnaeus, och fick sitt nu gällande namn av Edwin Bingham Copeland. Microgramma piloselloides ingår i släktet Microgramma och familjen Polypodiaceae. Inga underarter finns listade.